# 阿里·阿斯兰
阿里·阿斯兰（阿拉伯语：علي أصلان，1933年—）是叙利亚军事人物，曾任叙利亚陆军参谋长，是叙利亚阿拉伯复兴社会党中央委员会委员，叙利亚总统巴沙尔·阿萨德的密友。他也是已故总统哈菲兹·阿萨德核心圈子中有权势的一员。

## 履历
1956年阿斯兰加入叙利亚陆军。他曾在霍姆斯军事学院学习，之后留学苏联继续深造。1966年10月他被任命为叙利亚第八步兵旅旅长。他的飞黄腾达始自1970年11月，他支持哈菲兹·阿萨德发动军事政变，阿萨德因而上台，而他也被指定为叙利亚陆军第一和第五步兵师的师长。1972年，他被任命为叙利亚陆军司令部作战局局长。他的部队在1973年爆发的赎罪日战争初期获得了胜利，突破了以色列的防线，把以军赶出了戈兰高地的南部和中部。
阿斯兰是1976年至1979年介入黎巴嫩内战的叙利亚军队负责人，负责督战叙军与巴希尔·杰马耶勒领导的基督教武装之间的百日战争。他被任命为叙利亚第二军军长，并于1984年7月晋升中将。1989年他被任命为叙利亚陆军参谋长助理，从此成为叙陆军真正的“作战大脑”。1998年他取代被强制退休的希克迈特·希哈比成为叙陆军参谋长。阿斯兰是强制征召叙利亚男子服兵役的支持者，他也是与包括俄罗斯、中国、亚美尼亚、朝鲜和伊朗等世界各地军火供应商谈判的主要人物，他还与日本和一些东欧国家签订了军事合作协议。2002年1月他被巴沙尔·阿萨德总统免职，理由是退休年龄到了，他的离职也是巴沙尔总统改革方案的一部分。但之前到退休年龄便强制退休的例子很少，而且有报道说他曾与巴沙尔的姐夫、时任军事情报局副局长阿塞夫·肖卡特在人事变动的问题上产生了分歧。阿斯兰的副手、叙陆军副参谋长哈桑·图尔克马尼继任参谋长。阿斯兰后来被任命为巴沙而总统的军事顾问。